# Élections législatives géorgiennes de 2020
Les élections législatives géorgiennes de 2020 (en géorgien, 2020 წლის საქართველოს საპარლამენტო არჩევნები) ont lieu les 31 octobre et 21 novembre 2020 afin de renouveler pour quatre ans les membres du Parlement géorgien.
Le scrutin a lieu dans le contexte d'importantes manifestations antigouvernementales ayant abouti après plusieurs mois de négociations et une médiation internationale au changement anticipé du système électoral.
Le parti Rêve géorgien au pouvoir se maintient largement en tête avec près de la moitié des suffrages exprimés, malgré un recul en siège. Guiorgui Gakharia se maintient ainsi au poste de Premier ministre.

## Contexte

### Nouvelle loi électorale
Le système électoral utilisé pour élire la législature de 2020 est issu d'une nouvelle loi électorale — prévue spécifiquement pour la durée de son mandat — approuvée en commission parlementaire le 17 mars 2020 et votée en séance plénière le 2 juillet suivant, après le vote des modifications constitutionnelles nécessaires le 29 juin. Le Parlement unicaméral de Géorgie est composé — comme auparavant — de 150 sièges pourvus pour quatre ans selon un mode de scrutin parallèle, dont les modalités ont cependant été modifiées à cette occasion. Sont ainsi à pourvoir 30 sièges au scrutin uninominal majoritaire à deux tours dans autant de circonscriptions électorales. Les candidats arrivés en tête au premier tour sont élus s'ils obtiennent la majorité absolue. À défaut, un second tour est organisé entre les deux candidats arrivés en tête, et celui recueillant le plus de voix est élu.
À ces sièges majoritaires se rajoutent 120 sièges pourvus au scrutin proportionnel plurinominal de listes fermées dans une unique circonscription nationale, avec un seuil électoral de 1 %. Une clause du projet de loi électorale empêche par ailleurs un parti d'obtenir seul la majorité absolue des sièges s'il n'a pas réuni plus de 40 % du total des suffrages au scrutin proportionnel.

### Réformes récentes
L'ancienne loi électorale était vivement critiquée depuis le scrutin de 2016, qui avait vu le Rêve géorgien remporter 76 % des sièges avec un peu moins de 49 % des suffrages. Cette loi électorale basée sur un système mixte voyait 73 sièges pourvus selon une version modifiée du scrutin uninominal majoritaire à deux tours : les candidats arrivés en tête au premier tour étaient alors élus s'ils obtenaient au moins 33 % des suffrages exprimés, et non la majorité absolue. À ces sièges majoritaires se rajoutaient 77 sièges pourvus au scrutin proportionnel plurinominal de listes fermées dans une unique circonscription nationale, avec un seuil électoral de 5 %.
Le système électoral est depuis l'objet de plusieurs changements. À la suite de la révision de la Constitution de 2017, les élections de 2020 devaient être les dernières à appliquer l'ancien système électoral, dont le seuil électoral aurait été un temps abaissé de 5 à 3 % afin de préparer la mise en application en 2024 de la nouvelle constitution géorgienne.  
Cette dernière instaure en effet un régime parlementaire qui doit à terme voir le président élu au scrutin indirect par un collège électoral composé des membres du parlement et de ceux des conseils régionaux et municipaux. Le parlement ainsi que le Premier ministre voient leurs pouvoirs élargis au détriment du président, qui devient un chef d'État honorifique. Le nombre de parlementaires doit enfin passer en 2024 de 150 à 300, tous élus à la proportionnelle, avec un seuil électoral de 5 %. Le mandat de la présidente Salomé Zourabichvili, dernière à être élue au scrutin direct en novembre 2018, est exceptionnellement étendu jusqu'en 2024, son mandat et celui du parlement issu de ces élections devant être renouvelés cette année là. Le futur parlement, élu en 2024, doit procéder peu après son élection à celle du chef d'État par le biais du collège électoral.

### Manifestations de 2019-2020

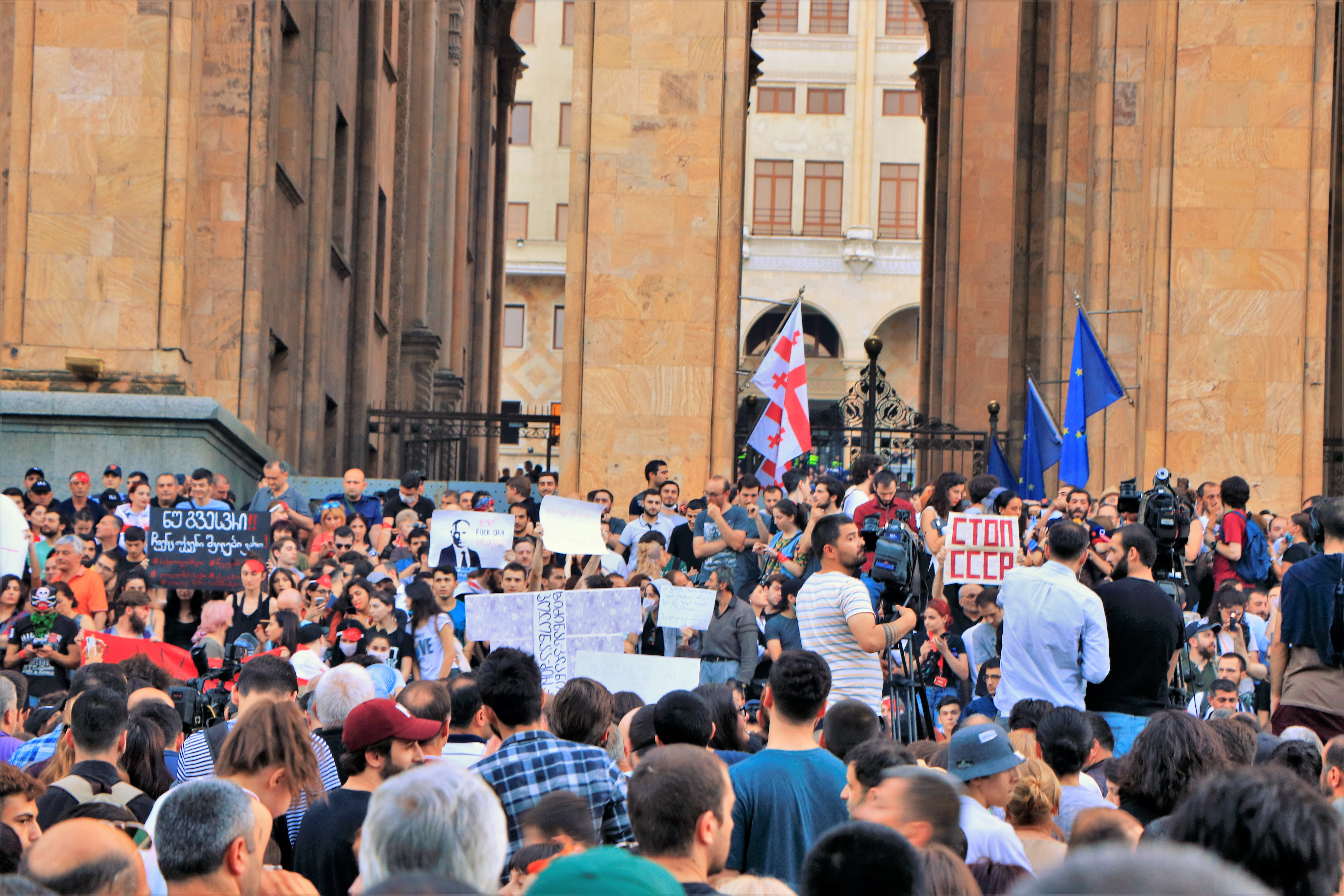
Manifestation anti gouvernementale le 21 juin 2019 à Tbilissi.

À la suite d'importantes manifestations de l'opposition, les dirigeants du parti majoritaire au parlement, le Rêve géorgien, s'engagent le 24 juin 2019 à faire voter un nouvel amendement constitutionnel afin de mettre en œuvre les élections législatives de l'année 2020 au scrutin proportionnel plurinominal sans seuil électoral. Le 14 novembre 2019 cependant, cet amendement est rejeté par le parlement, plusieurs députés de la majorité s'abstenant. L'amendement ne reçoit ainsi que 101 voix pour, 3 contre et 37 abstentions, manquant de loin la majorité qualifiée des trois quarts du total des députés, soit 113 voix. L'ensemble des 44 députés de l'opposition vote pour. L'annonce de l'échec de l'amendement provoque à nouveau d'importantes manifestations devant le parlement,. Il est attribué pour une grande partie à l'abstention de députés de la majorité, et pour une petite partie à l'émiettement des groupes parlementaires existants. Ces derniers avaient vu la création du groupe d'opposition Géorgie européenne comportant 19 membres issus du groupe Mouvement national uni, ainsi que le départ de députés du Rêve géorgien vers un groupe de six indépendants. Les chefs de file de l'opposition estiment que le président du parti Rêve géorgien, Bidzina Ivanichvili, n'a délibérément pas tenu une promesse annoncée sous la pression de la rue et suscité l'abstention de quelques députés. 

Proposition de découpage des nouvelles circonscriptions, en couleurs.

### Médiation internationale
Grâce à la médiation du Conseil de l'Europe, de l'Union européenne et des États-Unis, la majorité parlementaire et l'ensemble de l'opposition entreprennent une série de rencontres qui aboutissent le 8 mars 2020 à un compromis approuvé par l'ensemble de la classe politique, dont découle la loi électorale proposée pour ces élections. Le découpage des 30 circonscriptions est confié au  ministère géorgien de la justice en collaboration avec la commission de Venise. Le projet de réforme de la loi électorale est débattu au bureau du parlement le 11 mars; la composition de la commission parlementaire restreinte (9 membres) pré-valide le texte de loi. Le 13 mai, les partis d'opposition se réunissent, estiment que la majorité parlementaire n'a pas respecté l'accord du 8 mars — pour la partie libération des prisonniers politiques — et annoncent qu'ils boycotteront la séance parlementaire plénière qui finalisera le vote de l'amendement constitutionnel, au cours de laquelle les députés du parti majoritaire pourraient seuls réunir les voix nécessaires.

### Vote de la loi
La nouvelle loi électorale est votée le 2 juillet 2020, après le vote des modifications constitutionnelles nécessaires acquis le 29 juin 2020 par 117 voix pour (Rêve géorgien), 3 voix contre et l'abstention des partis d'opposition Mouvement national uni et Géorgie européenne. La loi électorale de 2020 est alors prévue uniquement pour le scrutin de cette année, et ne se substituera pas à celle prévue pour la mise en application de la nouvelle constitution en 2024. 
Un amendement de dernière minute introduit pour une durée de huit ans un quota de 25 % de femmes sur les listes en lice au scrutin proportionnel — soit un minimum de trente députés — en obligeant les listes à ne pas comporter plus de trois candidats du même sexe d'affilée. Cette disposition doit ensuite passer à 33 % en 2028, avec un maximum de deux candidats du même sexe d'affilée. Le second tour est par ailleurs fixé au troisième samedi suivant le premier tour. L'amendement est voté par 94 députés lors d'une séance boycottée par les partis Géorgie européenne et Mouvement national uni.
La présidente de la République, Salomé Zourabichvili signe le 31 août 2020 le décret fixant les élections législatives au 31 octobre suivant.
Des dizaines de milliers de manifestants sortent dans les rues le 29 octobre à l'approche du scrutin.

## Campagne

### Sondages
Entre le 4 juin 2020 et le 2 juillet 2020 l'International Republican Institute effectue un sondage auprès de 1 500 citoyens résidents permanents en Géorgie : la majorité sortante du parti Rêve géorgien recueille 33% des intentions de vote, tandis que les deux principaux partis d'opposition (Mouvement national uni et Géorgie européenne) obtiennent respectivement 16% et 5%,.
Après un fort recul de Rêve géorgien dans les sondages dans le contexte des manifestations anti gouvernementales, le parti connait une embellie de sa popularité du fait de sa bonne gestion de la pandémie de Covid-19. En retour, un total de 31 partis de l'opposition s'accordent sur une répartition de leurs candidats dans les circonscriptions au scrutin majoritaire de manière à concentrer les voix de leurs électeurs sans se faire concurrence.

## Résultats
|                           |                                       |                 |                 |                 |                 |                  |                  |                  |                  |                  |                  |       |               |  |
| Parti                     | Parti                                 | Proportionnelle | Proportionnelle | Proportionnelle | Proportionnelle | Circonscriptions | Circonscriptions | Circonscriptions | Circonscriptions | Circonscriptions | Circonscriptions | Total | +/-           |  |
| Parti                     | Parti                                 | Proportionnelle | Proportionnelle | Proportionnelle | Proportionnelle | Premier tour     | Premier tour     | Premier tour     | Second tour      | Second tour      | Second tour      | Total | +/-           |  |
| Parti                     | Parti                                 | Votes           | %               | +/-             | Sièges          | Votes            | %                | Sièges           | Votes            | %                | Sièges           | Total | +/-           |  |
|                           | Rêve géorgien                         | 928 004         | 48,22           | 0,46            | 60              | 938 634          | 49,79            | 13               | 491 408          | 90,62            | 17               | 90    | 25            |  |
|                           | Coalition l'Union fait la force       | 523 127         | 27,18           | N/a             | 36              | 492 951          | 26,15            | 0                | 39 587           | 7,30             | 0                | 36    | 9             |  |
|                           | Géorgie européenne                    | 72 986          | 3,79            | Nv              | 5               | 105 010          | 5,57             | 0                | 3 105            | 0,57             | 0                | 5     | 5             |  |
|                           | Lelo pour la Géorgie (Lelo)           | 60 712          | 3,15            | Nv              | 4               | 79 091           | 4,20             | 0                |                  |                  |                  | 4     | 4             |  |
|                           | Stratégie Aghmashenebeli              | 60 671          | 3,15            | Nv              | 4               | 11 379           | 0,60             | 0                | 4                | 4                |                  |       |               |  |
|                           | Alliance des patriotes de Géorgie     | 60 480          | 3,14            | 1,87            | 4               | 59 597           | 3,16             | 0                | 4                | 2                |                  |       |               |  |
|                           | Nouveau centre politique - Girchi     | 55 598          | 2,89            | Nv              | 4               | 21 062           | 1,12             | 0                | 3 188            | 0,59             | 0                | 4     | 4             |  |
|                           | Citoyens                              | 25 508          | 1,33            | Nv              | 2               | 18 397           | 0,98             | 0                | 2 770            | 0,51             | 0                | 2     | 2             |  |
|                           | Parti travailliste géorgien           | 19 314          | 1,00            | 2,14            | 1               | 23 849           | 1,27             | 0                | 2 223            | 0,41             | 0                | 1     | 1             |  |
|                           | Mouvement démocratique - Géorgie unie | 16 286          | 0,85            | 2,68            | 0               | 1 829            | 0,10             | 0                |                  |                  |                  | 0     | en stagnation |  |
|                           | Autres partis                         | 101 709         | 5,28            | –               | 0               | 104 691          | 5,55             | 0                | 0                | en stagnation    |                  |       |               |  |
|                           | Indépendants                          |                 |                 |                 |                 | 28 787           | 1,53             | 0                | 0                | 1                |                  |       |               |  |
|                           |                                       |                 |                 |                 |                 |                  |                  |                  |                  |                  |                  |       |               |  |
| Suffrages exprimés        | Suffrages exprimés                    | 1 924 395       | 96,56           |                 |                 | 1 885 277        | 95,19            |                  | 542 281          | 95,87            |                  |       |               |  |
| Votes blancs et invalides | Votes blancs et invalides             | 68 496          | 3,44            | 95 367          | 4,81            | 23 361           | 4,13             |                  |                  |                  |                  |       |               |  |
| Total                     | Total                                 | 1 992 891       | 100             | –               | 120             | 1 980 644        | 100              | 13               | 565 642          | 100              | 17               | 150   | en stagnation |  |
| Abstentions               | Abstentions                           | 1 585 179       | 44,30           |                 |                 | 1 531 209        | 43,60            |                  | 1 574 568        | 73,57            |                  |       |               |  |
| Inscrits / participation  | Inscrits / participation              | 3 578 070       | 55,70           | 3 511 853       | 56,40           | 2 140 210        | 26,43            |                  |                  |                  |                  |       |               |  |

## Suites
Trois sondages de sortie des urnes donnent le parti au pouvoir en tête, tandis qu'un quatrième, proche de l'opposition, donne celle-ci en tête.
Alors que le scrutin s'est déroulé dans des conditions controversées, proclamation de la victoire du parti est aussitôt contestée par l'opposition. Des dizaines de milliers de manifestants demandent alors l'organisation d'un nouveau scrutin,.